# Jurij Samarin

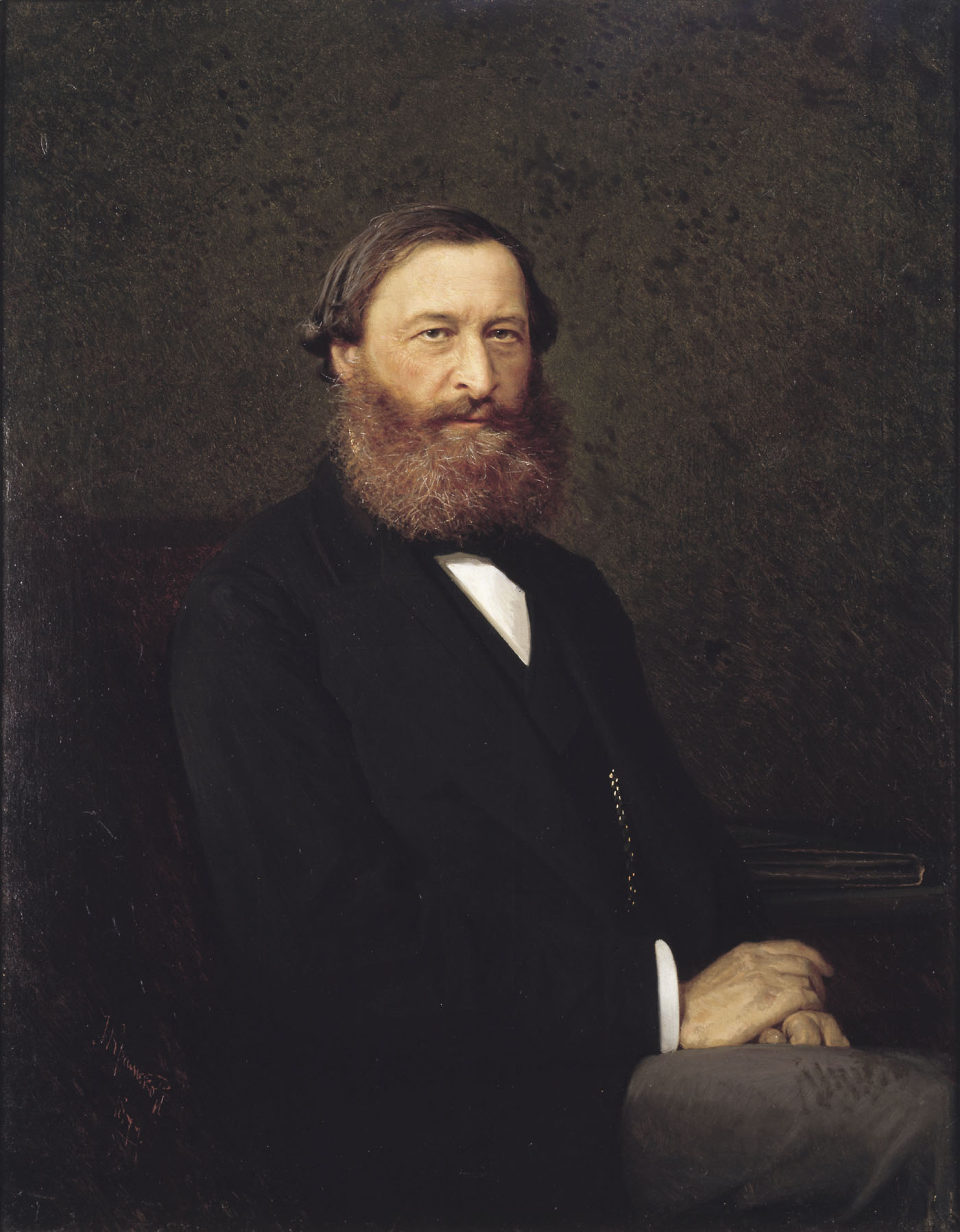
Jurij Samarin (1878)

Jurij Fiodorowicz Samarin (ur. 21 kwietnia?/3 maja 1819 w Petersburgu, zm. 31 marca 1876 w Berlinie) – rosyjski historyk, działacz społeczny i publicysta. Od lat 40. jeden z ideologów ruchu słowianofili, głosił teorię 3 okresów rozwoju narodowości rosyjskiej. W roku 1861 brał udział w przygotowaniu reformy uwłaszczeniowej. Główne prace historyczne poświęcił stosunkom społeczno-ekonomicznymi narodowym w krajach bałtyckich oraz historii rosyjskiej Cerkwi. 
10 tomowe wydanie јеgo dzieł zebranych: Сочинения (1877–1911).